# 7号美国国道

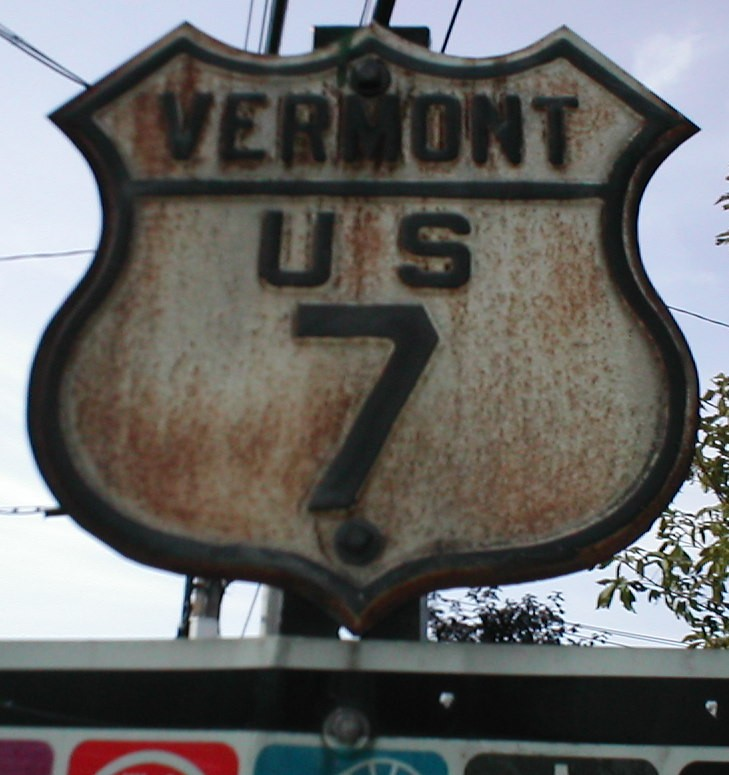

7号美国国道（英語：U.S. Route 7）是一条南北方向的美国国道。该公路连接了康涅狄格州诺沃克和佛蒙特州富兰克林县，全长308.36英里。